# Capitaneria generale del Venezuela
La capitaneria generale del Venezuela (spagnolo: capitanía general de Venezuela) fu un distretto amministrativo della Spagna coloniale, creato nel 1777 per dotare di maggiore autonomia le province del Venezuela, precedentemente situate sotto la giurisdizione del vicereame della Nuova Granada e della Audiencia di Santo Domingo. L'istituzione della capitaneria rappresentava una riunificazione del governo in campo politico (governatorato), militare (capitaneria generale), fiscale (intendenze) e giuridico (audiencia). La sua creazione fu una delle riforme borboniche, e pose le basi per la nascita della futura nazione del Venezuela, in particolare spostando la provincia di Maracaibo verso Caracas.

## Storia

### Precedenti
I Borboni avevano già fatto alcuni passi verso la riorganizzazione dei possedimenti oltremare, ed in particolare nel Venezuela. Quando il vicereame della Nuova Granada fu ristabilito nel 1739, al governatore-capitano generale di Caracas fu affidata la giurisdizione militare delle province di Maracaibo, Cumaná, Guayana, Trinidad e Margarita. Il XVIII secolo fu un periodo di sviluppo economico per il Venezuela. Furono create piantagioni di cacao lungo le valli costiere, col risultato di aumentare la schiavitù. L'aumento dell'esportazione del cacao fu incentivata dalla Compañía Guipuzcoana de Caracas, a cui fu garantito il monopolio di importazione ed esportazione nel 1728. Il secondo bene gestito dalla Compagnia era il tabacco. Furono incentivate anche l'esplorazione e la colonizzazione delle frontiere venezuelane, soprattutto tramite la Spedizione delle Frontiere del 1750-1761 condotta da José de Iturriaga y Aguirre, terminata con la fondazione di nuovi insediamenti nella Guayana. Lo sviluppo non fu uniforme, ed il monopolio colpì i piccoli coltivatori che continuarono a vendere i propri prodotti attraverso il contrabbando. Le proteste della Compagnia portarono alla rivolta operata nel 1749 dal canario Juan Francisco de León.

### Istituzione
La capitaneria generale, che era sostanzialmente simile ad un nuovo vicereame, fu creata lentamente tramite i processi di centralizzazione a Caracas del fisco, dell'amministrazione, della gestione dell'esercito e della Chiesa. Il primo passo fu la creazione dell'Intendenza di Caracas, ordinata dal Ministro delle Indie José de Gálvez nel 1776. La nuova intendenza (superintendencia de ejército y real hacienda) gestiva le province di Venezuela (Caracas), Cumaná (chiamata anche Nuova Andalusia), Guayana, Maracaibo, Trinidad e Margarita. Prima di questo accorpamento i governi di Maracaibo, Guayana e Trinidad erano controllati dall'audiencia di Bogotá, mentre le altre tre da quella di Santo Domingo. L'anno seguente furono uniti nelle stesse province il governatorato e la capitaneria generale, unendo poteri amministrativi e militari. I governatori regionali ed i capi militari facevano ora riferimento al governatore-capitano generale di Caracas. Per mantenere uniformità dal punto di vista giuridico, nel 1777 le province di Maracaibo, Margarita, Cumaná, Guayana e Trinidad furono trasferite sotto l'Audiencia di Santo Domingo, dipendente dalla provincia di Caracas dal 1742. Le questioni legali furono centralizzate nel 1786 tramite la creazione dell'Audiencia of Caracas, che aveva giurisdizione sulle stesse province e la neonata provincia di Barinas, creata l'anno precedente dalle regioni frontiere di Maracaibo. La Audiencia era composta di un giudice reggente, tre altri giudici ed un avvocato della corona. Il governatore e capitano generale ne ricoprì il ruolo di presidente. Il suo obiettivo era di applicare la giustizia e controllare l'operato degli ufficiali reali della zona, rispondendo direttamente al Consiglio delle Indie in Spagna.
Fu creato un consulado nel 1793 per controllare il lavoro generale della nuova capitaneria. In ambito religioso tutte le province furono messe sotto il controllo della nuova arcidiocesi di Caracas nel 1803. Vennero create due nuove diocesi, quelle di Mérida e di Guayana. In precedenza queste zone erano di competenza dell'Arcidiocesi di Bogotà, mentre Guayana faceva parte dell'Arcidiocesi di San Juan (Porto Rico). Il controllo della provincia di Trinidad fu perso nel 1797 a favore dei britannici.

### Indipendenza
Durante il processo di indipendenza le province di Caracas, Cumaná, Barinas, Margarita e quelle nuove di Barcellona, Trujillo e Mérida istituirono la Repubblica del Venezuela nel 1811, che occupava l'area precedentemente gestita dalla capitaneria generale. Le province di Maracaibo e Guayana, insieme alla città di Coro, rifiutarono la repubblica e, dopo un anno di guerra civile, la prima repubblica collasso'. Le province che avevano proclamato la Repubblica Venezuelana furono riconquistate dal Capitano di fregata Domingo de Monteverde, che usurpò il potere al capitano generale nominato Fernando Miyares. La Cortes di Cadice aveva eletto la provincia di Maracaibo allo status di capitaneria con a capo Miyares, ratificando Monteverde quale capitano generale del più piccolo Venezuela. In questo periodo la provincia di Maracaibo elesse un rappresentante presso la Cortes, José Domingo Rus, che restò in carica dal 3 marzo 1812 al 10 maggio 1814, continuando a rappresentare la provincia presso la corona anche dopo che Ferdinando VII abolì la Cortes. Al ritorno di Ferdinando VII il Venezuela fu riunito in una sola capitaneria generale.
Nel 1812 una nuova Audiencia nominata dalla Cortes poté fare ritorno a Caracas. Sotto il comando del dominicano José Francisco Heredia (padre del poeta cubano José María Heredia), l'Audiencia oppose dura resistenza ai tentativi di Monteverde di prendere possesso della capitaneria generale tramite la legge marziale. Dopo un'interruzione dovuta alla Seconda Repubblica del Venezuela ed ai tentativi di Pablo Morillo di sospendere l'Audiencia, entrambe le istituzioni proseguirono i loro compiti fino al 1821.
L'indipendenza del Venezuela fu consolidata nel 1821 con la creazione della Repubblica della Grande Colombia. Il governo della nuova repubblica non tenne conto dell'autonomia di cui la capitaneria aveva goduto per decenni. Al contrario i fondatori nel Congresso di Cúcuta riconobbero l'intera estensione dell'ex vicereame della Nuova Granada come base di uno Stato centralizzato. La Grande Colombia terminò nel 1830 quando Venezuela ed Ecuador si separarono da essa.